# Chomęcice
Chomęcice (prononciation : [xɔmɛnˈt͡ɕit͡sɛ]) est un village polonais de la gmina de Komorniki dans le powiat de Poznań de la voïvodie de Grande-Pologne dans le centre-ouest de la Pologne.
Il se situe à environ 4 kilomètres à l'ouest de Komorniki (siège de la gmina) et à 15 kilomètres au sud-ouest de Poznań (siège du powiat et capitale régionale).

## Histoire
De 1975 à 1998, le village faisait partie du territoire de la voïvodie de Poznań.

Depuis 1999, Chomęcice est situé dans la voïvodie de Grande-Pologne.
Le village possède une population de 734 habitants en 2010.